# National Interagency Fire Center
 (juin 2023).

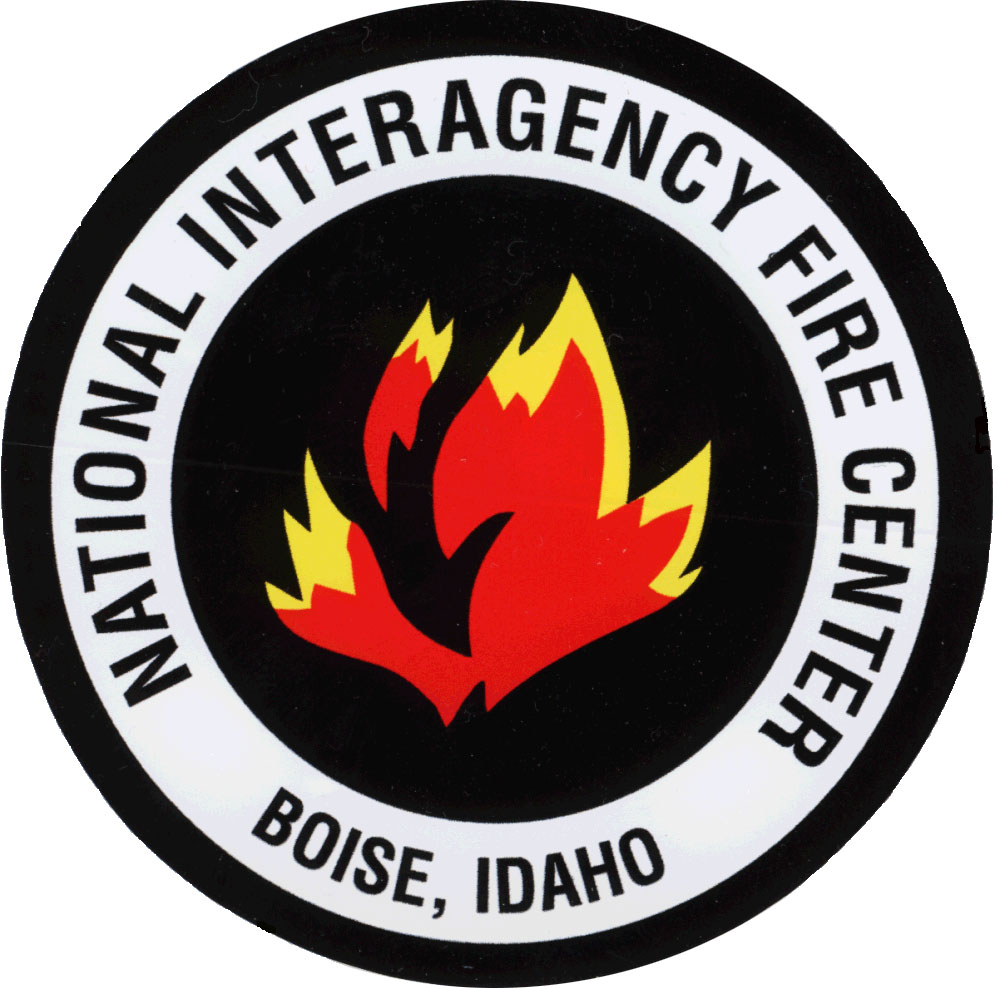
Logo.

Le National Interagency Fire Center (NIFC) situé à Boise dans l'Idaho aux États-Unis, est un quartier général servant de centre de coordination national entre toutes les agences gérant les problèmes d'incendie aux États-Unis. Les missions du centre consistent à coordonner toutes les agences qui agissent pour combattre les feux de forêts dans le pays. Le centre doit également gérer d'autres fléaux comme les inondations, les ouragans et les tremblements de terre.

## Niveaux de coordination du feu

### Niveau 1 - Contrôle local
Un incendie est au départ géré par l'agence locale responsable des incendies. Les pompiers équipés de différents engins (Camions, hélicoptères, canadair...)pour éteindre le feu sont envoyés pour éteindre les feux naissants. Plusieurs agences locales proches du feu peuvent travailler ensemble.

### Niveau 2 - Centre de coordination de zone géographique
Les États-Unis sont découpés en 11 zones géographiques dans ce domaine de lutte contre l'incendie. Si un incendie devient trop important pour être traité par l'agence locale, le centre de coordination de la zone géographique (GACC) est alerté. Celui-ci va envoyer des moyens complémentaires provenant de sa zone géographique.

### Niveau 3 - Centre de coordination inter-agences national

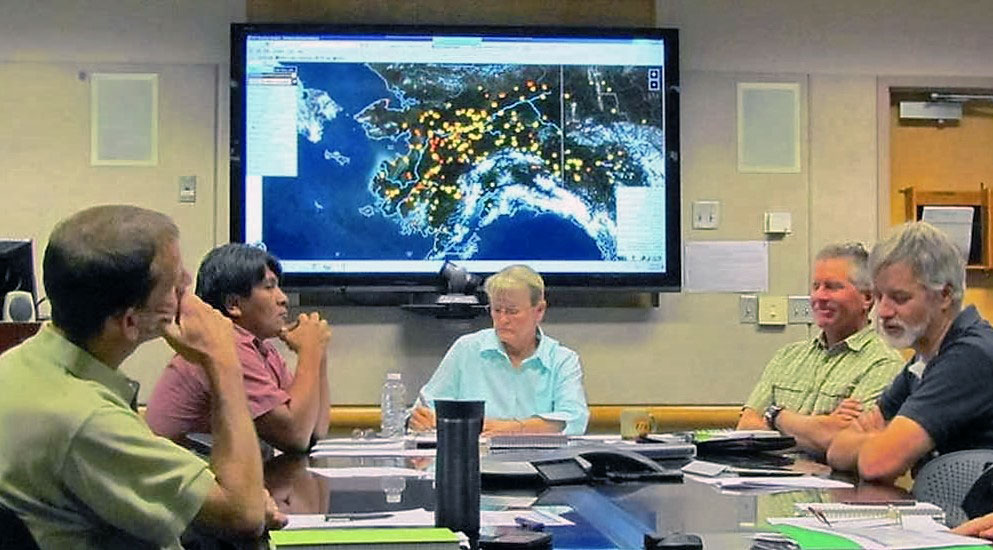
La salle de crise en 2018.

Lorsqu'un incendie est trop important pour pouvoir être géré par une des 11 zones géographiques, le NIFC coordonne les actions à apporter entre les différentes agences pour venir à bout du feu. À ce niveau, les ressources de lutte incendie du département de la Défense des États-Unis peuvent être utilisées par le centre national. Le centre doit également répartir les moyens à sa disposition au cas où plusieurs incendies ont lieu à des endroits différents du pays.
Des exercices d'entraînement sont également lancés tout au long de l'année pour veiller à ce que les services de lutte soient prêts à agir en temps voulu.